# Miami Open 1974
Il Miami Open 1974 è stato un torneo di tennis giocato sul cemento. È stata la 6ª edizione del torneo, che faceva parte del World Championship Tennis 1974. Si è giocato a Miami negli USA dal 25 febbraio al 3 marzo 1974.

## Campioni

### Singolare maschile
Cliff Drysdale ha battuto in finale  Tom Gorman con il punteggio di 6–4 7–5

### Doppio maschile
John Alexander /  Phil Dent hanno battuto in finale  Tom Okker /  Marty Riessen con il punteggio di 4–6, 6–4, 7–5